# Maurice Rossi
Pour les articles homonymes, voir Rossi.
Maurice Jules Rossi, né le 24 avril 1901 à Laverdure (Algérie française) et mort le 29 août 1966 à Paris, est un aviateur et radiotélégraphiste français célèbre pour ses multiples records durant l’entre-deux-guerres,. 

## Biographie

### Jeunesse et carrière militaire
Jules Rossi naît le 24 avril 1901 à Laverdure (actuelle Mechroha) dans l'Algérie française. Son père, Eugène Rossi, lui est inconnu, et sa mère, Marie Rosello, est une ménagère,.
A l'âge de 18 ans, le 28 août 1918, il s'enrôle dans l'armée en tant qu'engagé volontaire pour la durée de la guerre au sein du 1er groupe d'ouvriers aéronautique. Il déclare être étudiant domicilié à Bône (commune de la région de Constantine). Il est finalement attribué au 3ème puis au 5ème groupe d’artillerie de campagne et participe à la première guerre mondiale.
Au cours de l'année 1919, il est affecté au 2nd puis au 1er groupe d'aviation de la base d'Istres. Il y commence l'apprentissage du pilotage aéronautique et est promu caporal le 23 juillet.
Pilote d'avion breveté le 29 septembre 1919, il est affecté au régiment d'aviation Algérie-Tunisie. A peine arrivé, il participe à sa première opération de guerre au Levant au sein de la 52ème escadrille. Le 20 décembre 1920, il est nommé sergent. Il embarque pour Lattaquié et sert au sein du corps d'armée du Levant de 1921 à 1923.
Au cours de son affection au Levant, le sergent Rossi participe à plusieurs opérations comme des reconnaissances dans la région de Djébel-Druz et des bombardements comme celui de Djounaric.
En juin 1921, il réussit à rentrer d'une mission de liaison en posant son appareil endommagé par temps de tempête. 
En 1924, après avoir été basé à Beyrouth, il est réaffecté à Oran puis en Syrie. Pendant la même année, il retourne brièvement à Versailles. Au mois de juillet, il chute de son avion à Villacoublay et souffre de contusions multiples. Après sa guérison, il est définitivement rapatrié en France et continue d'exercer son métier de pilote militaire à Bordeaux puis de nouveau à Versailles.
En 1925, il rentre à l'école des mécaniciens de Bordeaux et reçoit le 29 juillet le Brevet d'instrumentation thermique théorique et pratique. Il est nommé sergent-chef le 1er août.  
En 1928, par décision du ministère de la guerre, Jules Rossi est admis au corps des officiers au travers du mécanisme prévu par la loi du 20 mars.
Il fait des études de radiotélégraphiste au sein de l'École Centrale de la TSF afin de s'initier au rôle de radio-naviguant,.
Le 1er mars 1931, il devient adjudant-chef.
Le 1er janvier 1932, il est promu sous-lieutenant.
Le 19 octobre 1939, il est désigné pour prendre le commandement de la section centrale des transports aériens à Villacoublay. Il demande à prendre le commandement d’un groupe de bombardement.
A l'armistice de juin 1940, il quitte l'aéronautique militaire et termine sa carrière au rang Lieutenant-colonel.

### Célébrité et as de l'entre-deux-guerres
Maurice Rossi a volé avec les plus grands aviateurs français de son époque : Joseph Le Brix, Lucien Bossoutrot, Paul Codos.
Le 17 juin 1937, il est promu commandeur de la Légion d’honneur pour sa participation à la course Istres-Damas-Paris et ses onze records de vitesse.
L’Académie française lui décerne le prix Montyon en 1942 pour son ouvrage Au service de l’Aviation française.

## Records
Le 1er mars 1931, Maurice Rossi et Lucien Bossoutrot s'emparent du record du monde de distance et de durée : 8 805 kilomètres parcourus en 75 heures et 23 minutes, avec un monoplan Blériot 110, à moteur Hispano-Suiza de 600 chevaux.
Avec son comparse Paul Codos, Maurice Rossi va établir, du 5 au 7 août 1933, le record du monde de distance en ligne droite avec un vol de 9 104 kilomètres, de New York à Rayak au Liban, réalisé avec un appareil Blériot 110, détrônant les Américains Russell Boardman et John Polando (8 065 kilomètres).

## Ouvrages
- Rossi Au service de l’Aviation française 1919-1939, Mont-louis, 1941, 285 p.

## Distinctions
- Médaille militaire (décret du 13 août 1927)[3]

- Commandeur de la Légion d'honneur (décret du 17 juin 1937)[3]
- Croix de guerre des Théâtres d'opérations extérieurs[3]
- Chevalier de l'ordre royal du Cambodge[3]
- Médaille d'Outre-Mer (Médaille du Liban)[3]
- Officier de la cour royale roumaine[3]
- Croix de guerre hellénique[3]
- Médaille commémorative pour le Liban 1926[3]